# بريان بول
بريان بول (بالإنجليزية: Brian Ball)‏ هو متسابق دراجات نارية بريطاني. نافس في سباقات بطولة العالم لفئة 500 سي سي. كما شارك في كأس جزيرة مان السياحية.